# 复兴镇 (五原县)
复兴镇是中华人民共和国内蒙古自治区巴彦淖尔市五原县下辖的一个镇。
2012年1月20日，内蒙古自治区人民政府批复同意从巴彦套海镇划出部分区域，设置复兴镇，复兴镇辖复兴、永丰、民生、联丰、和胜、顺利、庆生、庆丰8个村，镇人民政府驻邬家地。

## 行政区划
复兴镇下辖以下村级行政区划单位：
庆生村、庆丰村、联丰村、永丰村、复兴村、和胜村、顺利村和民生村。